# Långtjärnen (Tärna socken, Lappland, 729937-148765)
Långtjärnen är en sjö i Storumans kommun i Lappland och ingår i Umeälvens huvudavrinningsområde. Långtjärnen ligger i Vindelfjällen Natura 2000-område.